# Scutus forsythi
Scutus forsythi is een slakkensoort uit de familie van de Fissurellidae. De wetenschappelijke naam van de soort is voor het eerst geldig gepubliceerd in 1937 door Tom Iredale.